# Nom de code : Love City
Nom de code : Love City, connu sous le nom  Ai City (アイ・シティ, Ai shiti) au Japon, est un manga de Shūhō Itahashi sortie entre 1983 et 1984 édité en deux tomes, il est sort en France en 2021 chez Black Box. Il a été adapté sous forme de film d'animation OAV sortie en 1986 au Japon. Dans un univers de science-fiction, il traite de la dérive de la science et des manipulations génétiques pour le futur de l’humanité et la société.

## Synopsis
Dans un futur proche, l’organisation Fraude à main mise sur la société via des êtres humains modifiés génétiquement aux pouvoirs psychiques surdéveloppés, des télépathes appelés Headmeters. L’histoire met en scène, Key, un jeune Headmeter, qui ne parvient pas à développer ses forces psychiques convenablement et est considéré un échec expérimental. Il prend la fuite avec une autre jeune fille, Aï, qui lui semble familière. La Fraude, dirigé par le tyran Kuu Ragua Lee depuis la tour Fraude, va envoyer ses agents pour recapturer Aï, qui a des pouvoirs destructeurs sans limites. Key se souvient alors qu’il faisait partie de l’équipe de recherche de Fraud et que sa femme, Etsuko, est morte dans une expérimentation biotechnique,  et Aï, n’est en fait qu’un jeune clone de sa femme. Les expérimentations génétiques de Fraude ont introduit aussi des instabilités génétiques et des mutations délétères chez les humains modifiés, engendrant de la "Bio-pollution", qui menacent désormais tous les humains. 
Heureusement, Etsuko, et son clone Aï, ont été reformatées lors du programme "Love City" et sont porteuses du patrimoine génétique humain original. Mais Lai Lou Chin, qui est contaminé par la Bio-pollution, va chercher à détruire Aï en utilisant ses pouvoirs psychiques énormes. L’intensité des combats ouvre une brèche dans le continuum de la réalité et laisse entrevoir un autre monde ou il se transforment en une monstruosité qui recouvrent la ville entière. Key parvient à activer ses pouvoirs psychiques sans limites et poussent la Biopollution à s’auto-cannibaliser détruisant ainsi Lai Lou Chin et refermant la porte métaphysique. Mais de retour au monde normal, les protagonistes disparaissent et se retrouvent au début de l’histoire au nouveau qui se répète.

## Personnages principaux
- K (Kei) : héro, ancien membre de Fraud
- I (Etsuko) : la femme décédée de Kei, membre de Fraud
- I2 (Aï) : jeune clone de Etsuko, la seule porteuse du programme génétique originale de l’humanité
- Kuu Ragua Lee : leader tyrannique de Fraud
- Lai Lou Chin: un des scientifiques clef de Fraud, contaminé par la Bio-pollution
- K2 (Kate) : une agente de Fraud, qui devient amnésique
- J (Mr. J) :  un agent de Fraud
- Yi et Lyan: 2 agents de Fraud, Tuned-man modifiés pour le combat
- Reiden Yoshioka :  détective privé

## Fiche technique
- Titre :  Ai City
- Réalisation : Kōichi Mashimo
- Scénario : Hideki Sonoda
- Character design :  Chuichi Iguchi
- Musique :  Shirō  Sagisu
- Pays d'origine :  Japon
- Année de production : 1986
- Genre : science-fiction, dystopie
- Durée :  85 minutes
- Dates de sortie française : VHS janvier 1996 (AK Vidéo), DVD 2004

## Thèmes musicaux
- Ai City (アイ・シティ, Ai shiti?) de Yuki Ueda et chanté par  Aki Youko.

## Commentaires
- Le titre de l’œuvre est basé sur un jeu de mots : Ai est le nom d’un des personnages principaux mais signifie aussi « amour » en japonais, ainsi « Ai city » ou « Love city » se prononce comme « Ai shite » qui veut dire « faire l’amour ».
- La tour et les laboratoires de Fraude sont inspirés du film Morts suspectes (1978).